# 81 Ursae Majoris
81 Ursae Majoris är en vit stjärna i huvudserien och misstänkt variabel i stjärnbilden Stora björnen.
Stjärnan varierar mellan visuell magnitud +5,52 och 5,61 utan någon känd periodicitet.